# 哈爾利伊夫卡
49°56′14″N 29°19′3″E / 49.93722°N 29.31750°E
哈爾利伊夫卡（烏克蘭語：Харліївка）是烏克蘭北部的村莊，隸屬日托米爾州的日托米爾區。該村始建於1605年，面積4.62平方公里，海拔高度213米，2001年人口686，人口密度每平方公里148.39人。